# Turzyca rzadkokłosa
Turzyca rzadkokłosa (Carex remota L.) – gatunek rośliny z rodziny ciborowatych. Występuje w wilgotnych lasach liściastych. Zasięg tego gatunku obejmuje obszar od północno-zachodniej Afryki poprzez niemal całą Europę i Azję zachodnią, po Himalaje. W Polsce gatunek jest rozpowszechniony, rzadszy lokalnie na północnym Mazowszu i na ziemi lubuskiej.

## Morfologia

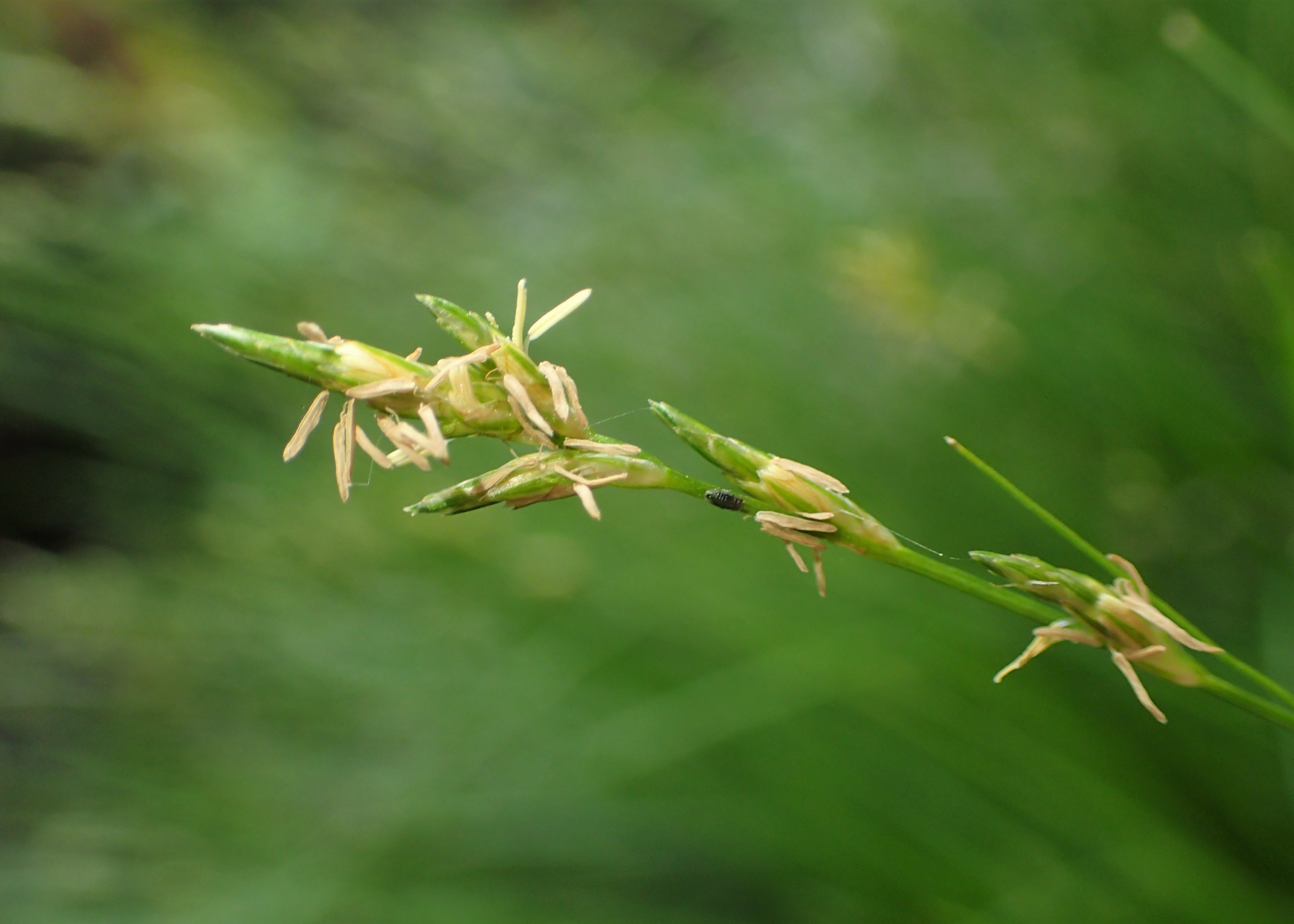
Kłoski z kwiatami

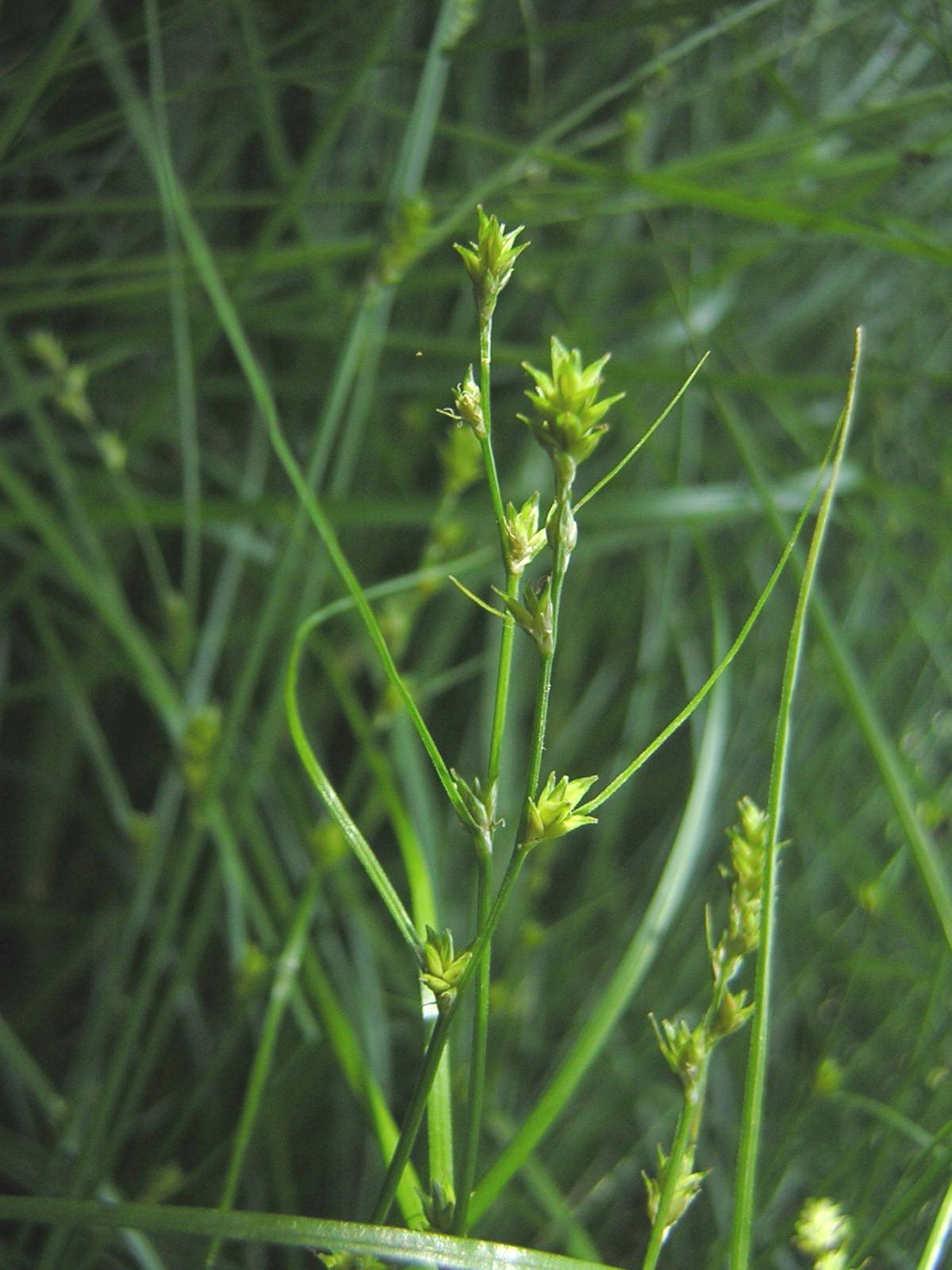
Kłoski z owocami

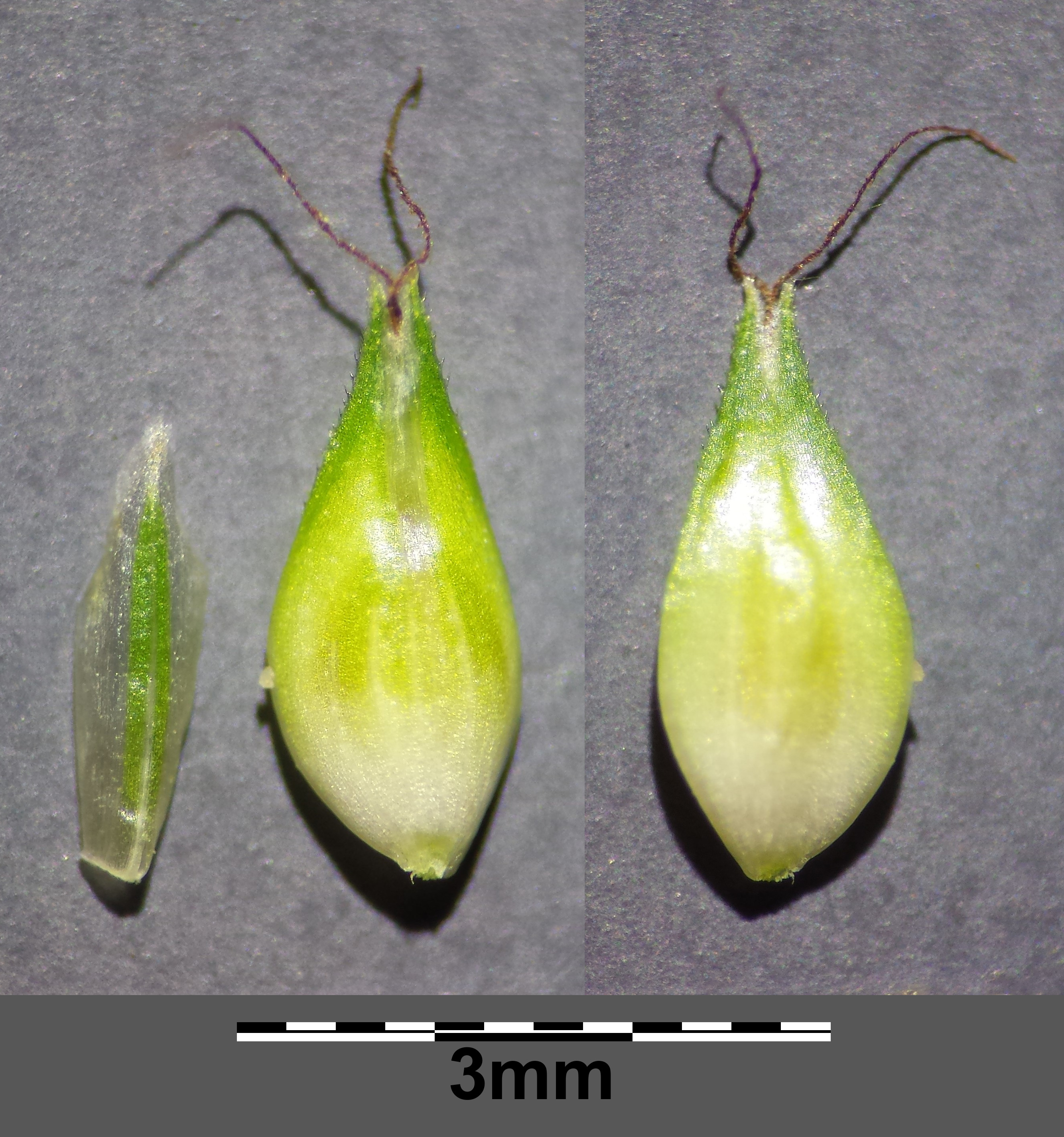
Owoc z przysadką

PokrójRoślina trwała, kępkowa, wysokości do 60 cm.
ŁodygaŁodyga cienka, dłuższa od liści, wzniesiona lub przewisająca.
LiścieLiście o szerokości 1,5–2 mm, jasnozielone, miękkie.
KwiatyZebrane w kłosy, przy czym kwiaty pręcikowe (męskie) znajdują się u ich podstawy, a kwiaty słupkowe (żeńskie) znajdują się na szczycie. W każdym kwiatostanie 6–10 kłosków, przy czym kilka dolnych kłosków jest bardzo od siebie oddalonych. U nasady kłosków, zwłaszcza dolnych, długie podsadki (najniższa dłuższa od całego kwiatostanu). Kwiaty wyrastają w kątach jajowatych, zaostrzonych przysadek. Kwiaty żeńskie ze słupkiem zakończonym dwoma znamionami.
OwoceOrzeszek otoczony pęcherzykiem. Pęcherzyk żółtozielony, z niewyraźnymi nerwami, o długości ok. 3 mm, na szczycie wolno zwężający się w dwuzębny dzióbek.

## Biologia i ekologia

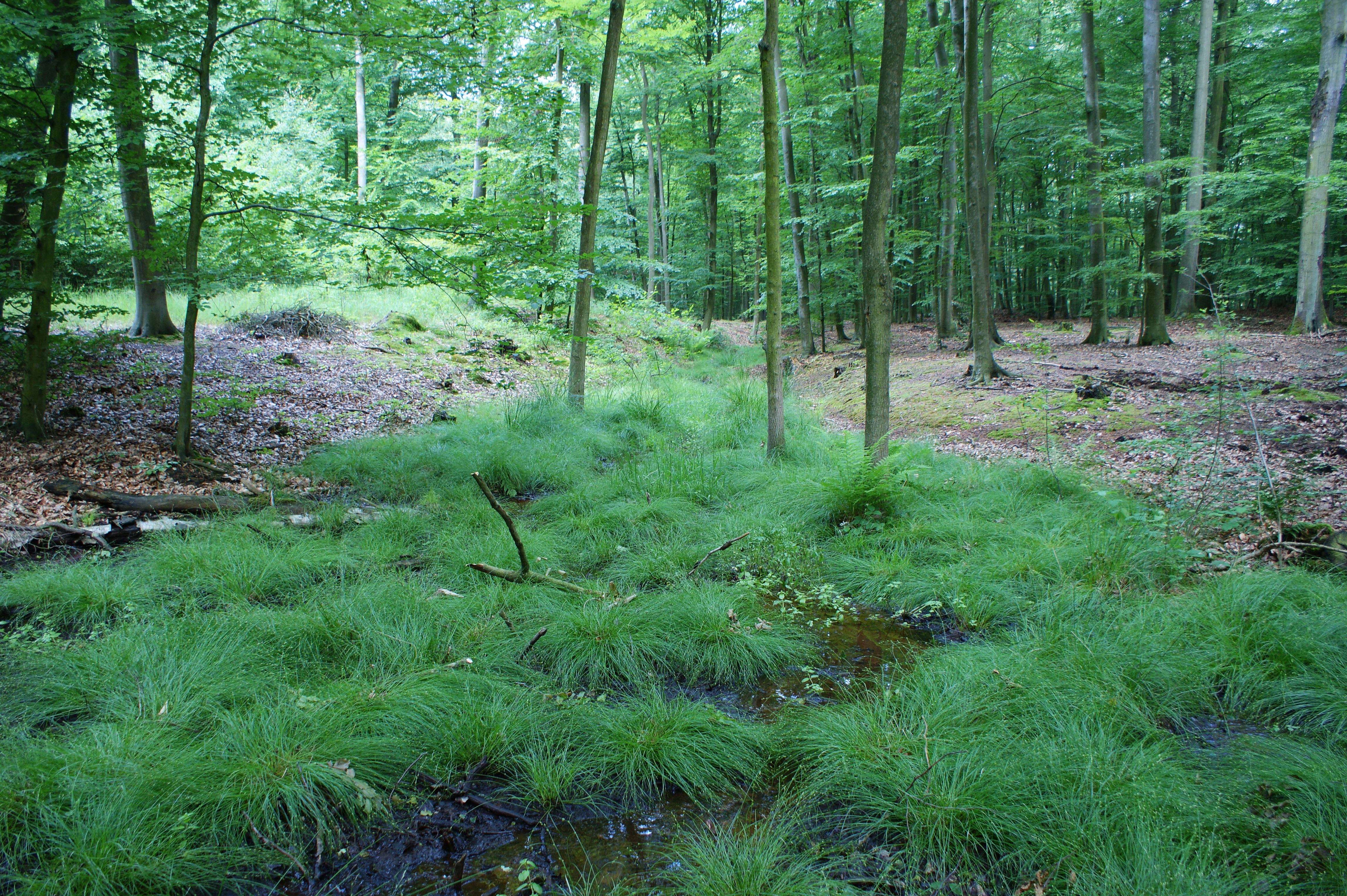
Turzyca rzadkokłosa nad strumieniem w Parku Leśnym Mścięcino w Szczecinie

Bylina. Kwitnie w maju i czerwcu. Występuje w wilgotnych lasach liściastych, zwykle w łęgach nad potokami. Gatunek charakterystyczny (Ch.) dla związku zespołów (All.) Alno-Ulmion i zespołu (Ass.) subatlantyckiego łęgu jesionowego Carici remotae-Fraxinetum.